# سيت بندخرس (غافروبارمون)
سیت بندخرس (بالفارسية: سیت بندخرس) هي قرية تقع في إيران في هرمزغان. يقدر عدد سكانها بـ 91 نسمة بحسب إحصاء 2016.